# جولان شاطئي
الجولان الشاطئي (باللاتينية: Schoenoplectus litoralis) نوع نباتي من جنس الجولان من الفصيلة السعدية.

## البيئة والانتشار
موطنه بلاد الشام ومصر والمغرب العربي وقبرص وتركيا والقوقاز ومعظم مناطق حوض البحر الأبيض المتوسط.

## مرادفات للاسم العلمي
- (باللاتينية: Eleogiton litoralis (Schrad.) Fourr.)
- (باللاتينية: Heleogiton litorale (Schrad.) Rchb.)
- (باللاتينية: Malacochaete lehmannii Nees ex Boeckeler)
- (باللاتينية: Malacochaete litoralis (Schrad.) Nees)
- (باللاتينية: Pterolepis litoralis (Schrad.) M.R.Almeida)
- (باللاتينية: Schoenoplectus litoralis subsp. litoralis)
- (باللاتينية: Schoenoplectus philippii (Tineo) Pignatti)
- (باللاتينية: Scirpus aegyptiacus Decne.)
- (باللاتينية: Scirpus arabicus Ehrenb. ex Boeckeler)
- (باللاتينية: Scirpus arrhenopogon Hochst. ex C.B.Clarke [Invalid])
- (باللاتينية: Scirpus balearicus Willd. ex Kunth)
- (باللاتينية: Scirpus desprauxii Steud.)
- (باللاتينية: Scirpus fimbrisetus Delile)
- (باللاتينية: Scirpus litoralis Schrad.)
- (باللاتينية: Scirpus litoralis var. foliosus Jahand., Maire & Weiller)
- (باللاتينية: Scirpus litoralis var. philippii (Tineo) Nyman)
- (باللاتينية: Scirpus littoralis subsp. philippii (Tineo) K.Richt.)
- (باللاتينية: Scirpus philippii Tineo)
- (باللاتينية: Scirpus plumosus R.Br.)
- (باللاتينية: Scirpus tabernaemontani Salzm. ex Ball [Invalid])